# Polikarpov ITP

O Polikarpov ITP (Istrebitel Tyazholiy Pushechniy; em russo:  Истребитель Тяжелый Пушечный; Caça de Canhão Pesado) foi um protótipo de Caça soviético projetado durante a Segunda Guerra Mundial. O desenvolvimento foi prolongado devido à evacuação da Polikarpov forçada pelo avanço alemão em Moscou no outono de 1941. Na época que o segundo protótipo foi concluído, os soviéticos já possuíam caças com desempenho similar ou superior em produção, cancelando o programa do ITP.

## Desenvolvimento
Em novembro de 1940, Nikolai Polikarpov propôs um caça armado com canhões pesados para missões de escolta de bombardeiros e missões de ataque ao solo. O novo ITP foi projetado em torno dos motores em linha Klimov VK-107 ou Mikulin AM-37 de 1.230 kW (1.650 hp). Duas configurações de armamento foram propostas. A primeira consistia de um canhão de 37 mm atirando através do eixo da hélice e dois canhões ShVAK de 20 mm sincronizados, montados em cada lado do nariz da fuselagem. O canhão de 37 mm disparava 50 projéteis e os de 20 mm, 200 projéteis cada. A segunda configuração substituía um dos canhões de 20 mm com um de 37 mm. Possuía suportes para oito foguetes não guiados RS-82 sob a asa.
O ITP possuía uma construção de asa baixa, monoplano de construção mista com uma fuselagem monocoque de madeira produzida de 'shpon', uma madeira compensada de vidoeiro. A asa de metal com duas longarinas era construída em três seções com slats automáticos. Os radiadores do motor eram montados na seção central da asa com as entradas de ar na raiz da asa, enquanto o radiador de óleo ficava localizado abaixo do motor. O párabrisa curvado não possuía um painel reto central, fornecendo ao piloto uma visão distorcida. O trem de pouso convencional, incluindo a bequilha, era completamente retrátil. Transportava 624 L de combustível em tanques entre as longarinas da asa na seção central. A seção traseira da fuselagem, cabine de pilotagem e cauda eram similares ao do Polikarpov I-185.
O primeiro protótipo do ITP (M-1) foi concluído em outubro de 1941 com um motor M-107P de 1.300  hp. Devido a ataques alemães, a aeronave foi evacuada para Novosibirsk e não realizou seu primeiro voo até 23 de fevereiro de 1942. O motor M-107P provou ser inseguro e foi alterado para o M-107A no final de 1942. O canhão de 37 mm foi removido, trocando por um de 20 mm na lateral da fuselagem. Os testes em voo não foram concluídos pelo fato de a aeronave ter sido utilizada para testes estáticos em solo, mas a velocidade máxima estimada a 6 300 m (20 700 ft) era de 655 km/h (354 kn), com uma subida para 5 000 m (16 400 ft) em 5,9 minutos.
O segundo protótipo do ITP (M-2) foi construído em 1942 e equipado com um motor Mikulin AM-37, provando também ser inseguro, sendo substituído pelo Mikulin AM-39, de 1.345 kW (1.800 hp) em dezembro daquele ano. Voou pela primeira vez em 23 de novembro de 1943, mas os testes do fabricante não foram concluídos até junho de 1944. Uma vez que várias outras aeronaves com o mesmo nível de desempenho já estavam disponíveis, o ITP não foi colocado em produção.